# Rose Murphy
Rose Murphy (Xenia (Ohio), Estados Unidos, 28 de abril de 1913) fue una cantante y pianista de jazz estadounidense. Apodada "The Chee Chee Girl" por cantar "chee chee" en sus canciones, se hizo conocida por su interpretación de I Can't Give You Anything But Love en la década de 1940.

## Trayectoria
La carrera de Murphy comenzó a fines de la década de 1930, acompañando a William "Count" Basie en el piano. En la década siguiente hizo varias apariciones radiofónicas, hasta que en 1947 cobró notoriedad pública por su particular interpretación del clásico "I Can't Give You Anything But Love", donde su excéntrica manera de cantar comenzó a ser reconocida. Su interpretación, derivada del blues, se caracterizaba por la utilización de los silencios y la comicidad.
Murphy agregaba su propia impronta a las interpretaciones de los clásicos del jazz, situación que fue más tarde homologada por cantantes como Ella Fitzgerald. Entre sus grabaciones, que contenían también canciones nuevas aparte de las clásicas, se pueden registrar algunas más cercanas al rock and roll incipiente de la década de 1950.
En la década de 1960, Murphy había sido olvidada en Estados Unidos, aun cuando su distintiva manera de cantar era recordada por otras intérpretes como la mencionada Fitzgerald. Sin embargo, mantuvo su popularidad en Europa y continuó grabando en los años siguientes. Aun cuando en los años siguientes Murphy se mantuvo al margen de las grabaciones, continuó su carrera en pequeñas grabaciones y shows dentro del circuito del jazz.
Rose Murphy falleció en 1989, en el hospital St. Johns del barrio de Queens, Nueva York, sin dejar herederos.

## Discografía
| Año  | T{itulo                           |
| ---- | --------------------------------- |
| 1957 | Not Cha-Cha but Chi-Chi           |
| 195? | Jazz, Joy and Happiness           |
| 1981 | Rose Murphy and Quartette: Royale |
| 2002 | Mighty Like a Rose                |